# Hadena roberti
Hadena roberti là một loài bướm đêm trong họ Noctuidae.